# Roland Rappaport
Pour les articles homonymes, voir Rappaport.
Roland Rappaport, né le 21 septembre 1933 à Paris et mort le 26 juin 2017 à Paris, est un avocat français.
Connu pour avoir défendu des militants indépendantistes algériens et plaidé au procès Barbie pour Sabine Zlatin, la « dame d’Izieu, il est également spécialiste en droit aérien.

## Biographie
Roland Rappaport rejoint les rangs du Parti communiste français (PCF) en 1949 alors qu'il étudie à la faculté de droit de Paris. Il entre au barreau de Paris en 1956. 
Il intègre le collectif d’avocats communistes qui assure la défense devant les tribunaux militaires des militants du Front de libération nationale (FLN) et du Parti communiste algérien et représente la famille de Maurice Audin un jeune mathématicien, militant de l’indépendance algérienne, enlevé puis assassiné par les parachutistes français en juin 1957
Il cofonde le Syndicat des avocats de France au début des années 1970. Il reste membre du Parti communiste français jusqu'en 1979 et fait encore partie des membres fondateurs du collectif Rencontres communistes en 1981. 
Il est président du Mouvement contre le racisme et pour l'amitié entre les peuples (MRAP) en 1988 et 1989.
Spécialiste du droit aérien, il « s'est toujours porté en première ligne pour la défense de la sécurité des vols ». Il a notamment défendu la famille du commandant de bord et d’un syndicat de pilotes au procès de l'accident du Concorde,.
Roland Rappaport est l’un des exécuteurs testamentaires du photographe Willy Ronis.

## Hommage posthume
Roland Rappaport meurt le 26 juin 2017 à Paris, alors qu’il se rendait à la cérémonie d’inauguration d’un collège au nom de Sabine Zlatin, la « Dame d'Izieu ».
Le Syndicat des avocats de France, dont il fut l'un des fondateurs, rappelle — dans l'hommage qui lui est rendu — son engagement humaniste intransigeant et ses « indignations devant toutes les formes d’injustice ou de discrimination ». 
Pour Edwy Plenel, qui reconnait en lui l'« avocat de toutes les libertés », Roland Rappaport « est mort comme il a vécu : en inlassable activiste de la justice, en inépuisable militant du droit. » Humaniste sans frontières, il « fut l’un des principaux artisans de la Maison d’Izieu, dont l’existence maintient vivant le souvenir des quarante-quatre enfants juifs qui avaient trouvé refuge dans cette petite commune de l’Ain grâce à Sabine Zlatin et qui, arrêtés le 6 avril 1944, furent immédiatement déportés ».
À l’annonce de son décès, le président de la République française Emmanuel Macron a exprimé dans un communiqué sa « grande tristesse »,  saluant la mémoire « de cet avocat engagé, qui a consacré sa vie à la lutte contre l'injustice et les discriminations ».  « Ses combats resteront les nôtres et son exemple fait désormais partie de notre histoire nationale ».

## Filmographie
- 1976 : Moi, Pierre Rivière, ayant égorgé ma mère, ma sœur et mon frère...
- 2006 : Bamako
- 2015 : L'Antiquaire